# Concatedral de Chilapa
La Concatedral de Chilapa, dedicada a la Virgen de la Asunción, es el principal templo católico de la ciudad de Chilapa, en el estado mexicano de Guerrero y el segundo de la diócesis de Chilpancingo-Chilapa.
Por órdenes de Monseñor Ramón Ibarra y González, se ordena la construcción del templo de Chilapa, de grandes proporciones. Este fue destruido por un incendio, en el año de 1930. A un costado de la catedral existía un antiguo cementerio. El entonces Obispo de Chilapa, encarga las obras a Federico Mariscal, quien retoma la construcción y culmina las obras del templo en el año de 1967.
La catedral de Chilapa llegó a ser la cuarta catedral más importante del país.

## El edificio
Con planta de cruz latina. Consta de cinco naves: La nave principal con techo de dos aguas, dos naves laterales y dos para las capillas, las cuales suman dieciséis. El exterior está cubierto con cantera de tonalidades rosa y verde, propia del lugar. Cuenta con una cúpula y ventanas de forma octagonal, y coronada por una pequeña linternilla.
La fachada es bastante sencilla. Muestra un arco principal de acceso de tipo abocinado, encima de este un gran ventanal cuadrangular con formas estilizadas. Ambos, ventanal y puerta de acceso, están enmarcados por un gran arco en forma de frontón, en cuya cúspide descansa una imagen de San Miguel Arcángel de estilo bizantino. Las dos puertas laterales de acceso, de cierta reminiscencia ojival, tienen en la parte superior unos nichos con las imágenes de santos.
El interior de la catedral, también de estilo moderno, tiene cierto aire neogótico, se encuentra cubierto de mármol. el techo se encuentra cubierto con maderas finas. Destacan los vitrales de la las naves laterales.
Las torres de la catedral posee tres niveles. Uno de estos tiene un reloj electrónico que escenifica en ciertas horas, la escena en que Juan Diego le muestra la imagen de la Virgen de Guadalupe a Fray Juan de Zumárraga
Actualmente tiene en la cúpula un candil de 7m de altura y 3 de circuferencia